# Polymera (Polymera) albitarsis albitarsis
Polymera (Polymera) albitarsis albitarsis is een ondersoort van de tweevleugelige Polymera (Polymera) albitarsis uit de familie steltmuggen (Limoniidae). De ondersoort komt voor in het Neotropisch gebied.